# 正覚院 (八千代市)
正覚院（しょうかくいん）は、千葉県八千代市村上にある真言宗豊山派の寺院。山号は池證山。寺号は鴨鴛寺（鴛鴦寺）。本尊は大日如来。鴛鴦（おしどり）伝説で知られる寺である。

## 由緒
保元年間（1156年 – 1159年）平真円というものが、近くの阿蘇沼と呼ばれる沼でオシドリの雄を射止めた。その夜に雌のオシドリが人間に姿を変えて真円の家を訪れ、歌を残して去っていった。真円は以後殺生を悔い改めて出家し、この寺を立てたと伝えられる。

## 文化財
- 千葉県指定有形文化財
  - 木造釈迦如来立像 - 秘仏となっており年に一度、花祭りの日に開帳される。
- 八千代市指定文化財
  - 正覚院釈迦堂
  - 宝篋印塔

## 所在地
- 千葉県八千代市村上1530番地1